# West Marlborough Township
West Marlborough Township est un township, situé au sud de la partie central du comté de Chester, aux États-Unis,. En 2010, il comptait une population de 814 habitants.

## Démographie
Lors du recensement de 2010, le township comptait une population de 814 habitants. Elle est également estimée, en 2016, à 816 habitants.

### Source de la traduction
- (en) Cet article est partiellement ou en totalité issu de l’article de Wikipédia en anglais intitulé « West Marlborough Township, Chester County, Pennsylvania » (voir la liste des auteurs).